# Шейх Азахарі
Шейх Азахарі (3.9.1928, Лабуан — 20.4.2002, Богор, Індонезія) — брунейський політик та дисидент, лідер Народної партії Брунею та брунейського повстання. Помер в Індонезії.

## Біографія
Народився у 1928 році в родині арабсько-малайського походження. Його батько шейх Махмуд Шейх Гамід був службовцем у митному департаменті Брунею. У 15 років під час японської окупації Брунею Азахарі відіслали до Богору для навчання в Богорському сільськогосподарському інституті. Там він втік до партизанського загону опору проти японців. Після закінчення окупації Азахарі доєднався до революційного руху за незалежність Індонезії від Нідерландів.
У 1950 році Азахарі переїхав до Сінгапуру, де розпочав власну справу. В середині 1951 року він повернувся до Брунею з наміром розпочати політичну діяльність, спрямовану на досягнення незалежності країни. У січні 1953 року разом з сімома іншими активістами він був заарештований на 6 місяців британською владою за організацію політичного виступу.
22 січня 1956 року було проголошено про створення Народної партії Брунею, лідером якої став Азахарі. У травні 1961 року прем'єр-міністр Малайської Федерації Абдул Рахман закликав об'єднатися Малаї, Сінгапуру, Брунею, Сараваку та Північному Борнео в єдину державу. Азахарі виступив за якнайшвидшу незалежність Брунею разом з Сараваком та Північним Борнео. Він виступав за створення цілісного суб'єкта федерації на півночі Борнео, який би міг опиратися інтересам як континентальних малайців, так і китайської меншини. Для цього Народна партія стала співпрацювати з Об'єднаною народною партією Сараваку (англ. Sarawak United People's Party) та Об'єднаною кадазанською організацією Північного Борнео (англ. United Kadazan Organisation of North Borneo). 9 липня ці групи започаткували Об'єднаний фронт Борнео. Також Азахарі мав зв'язки з президентом Індонезії Сукарно. 
У січні 1962 року Азахарі був уведений до Законодавчої Ради Брунею. 30-31 серпня 1962 року відбулися вибори до рад округів, перемогу на них отримала Брунейська народна партія (54 з 55 місць), яка й мала отримати всі 16 представницьких місць у Законодавчій раді. Проте у грудні 1962 відбулося «Брунейське повстання», організоване бойовим крилом БНП, яке було подавлене силами британських військ.
Азахарі опинився в еміграції.